# Casa de Sureda
La casa de Sureda fue una casa nobiliaria española del Reino de Mallorca.

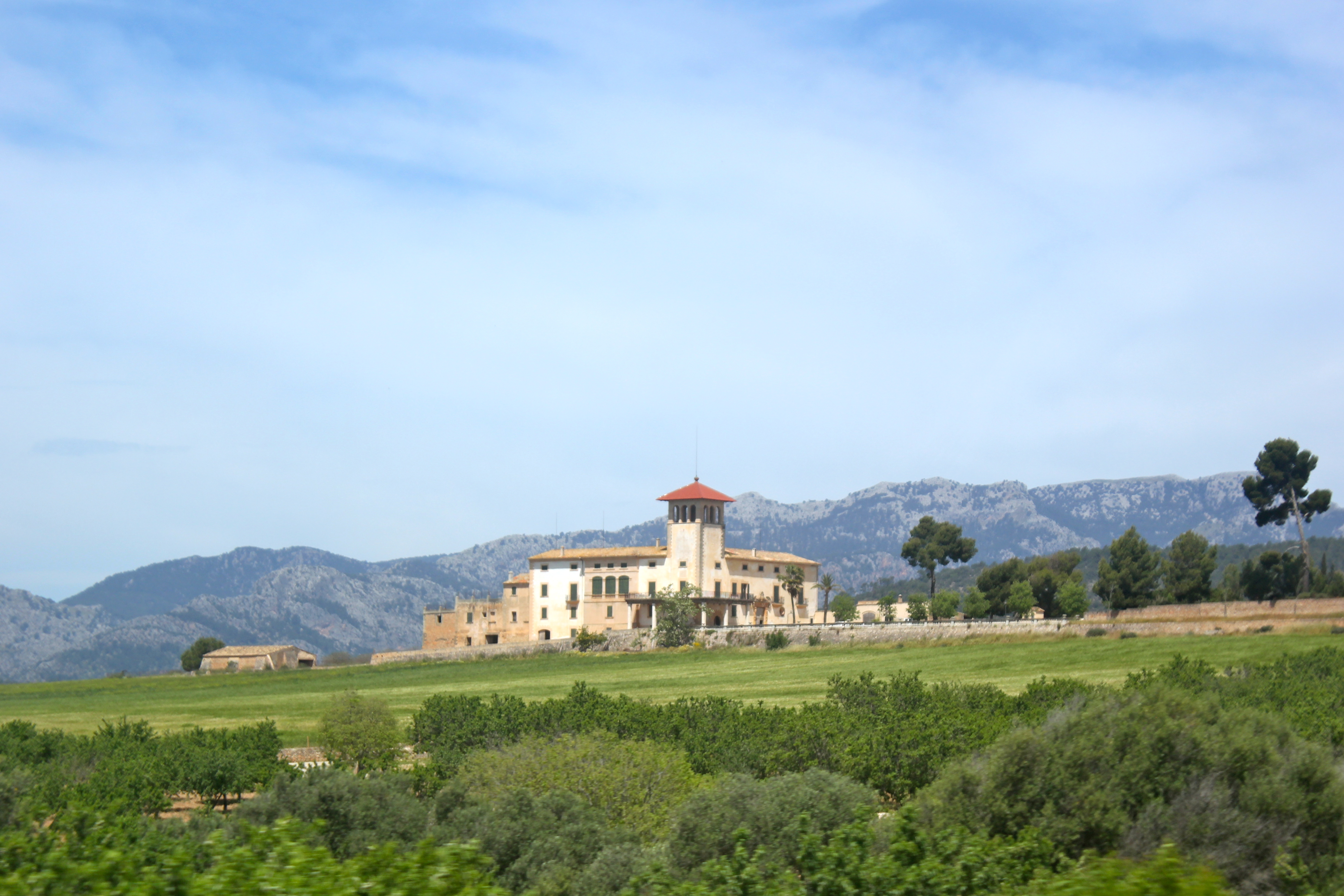
Son Sureda de Marrachí

## Ramas
A partir del xv se empezó a ramificar en varias ramas; en el xviii, la rama principal recibió el título de marqués de Vivot, y una rama menor, los Sureda de San Martín, el de marqués de Villafranca, posteriormente convertido en el de marqués de la Casa Desbrull. 
Tanto los Sureda mayores como los Sureda de Sanmartín formaban parte de las Nuevas Casas. A la muerte de las hermanas Bárbara y Josefa Sureda y Fortuny acabó la rama principal de los Sureda, marqueses de Vivot, y el título pasó a la familia Montaner.
Actualmente las principales ramas permanecen todas extinguidas e integradas en otras familias. Sus posesiones han dejado huella en la toponimia mallorquina a lo largo de la historia, con varios Son Sureda en toda la isla: Felanich, Inca, Marrachí, Palma y, sobre todo, Artá y Manacor. 
La casa solariega de los Sureda en los siglos xviii y xix fue Can Vivot, que recibe el nombre de título nobiliario de los propietarios, mientras que la de los Sureda de Sanmartín fue Can Sureda de Sanmartín, llamada también Can Pinós por sus anteriores propietarios. Otras ramas de los Sureda también residieron en las actuales, Can Bordils y Can Tomás del Pedrís del Born.

## Historia
La casa fue fundada por el capitán Arnau Sureda, natural de Sureda, en el Rosellón, quien acompañó al Rey Jaime en la segunda expedición a Mallorca (1231), y recibió posesiones en Manacor por haber luchado contra los musulmanes refugiados en las montañas. Se casó con Margarita de Tornamira, hija de Berenguer de Tornamira. Su hijo, Salvador Sureda y de Tornamira, estuvo al servicio de Jaime II, y recibió varias caballerías y posesiones en Manacor, propiedades que fueron ampliadas por sus hijos Arnau y Salvador Sureda y de Tagamanent. El primero empezó una línea nueva, la de los Sureda de Artá ; el segundo adquirió numerosas propiedades en Artá, que fueron vinculadas por sus descendientes. El hijo de su hermano Arnau, Salvador Sureda y de Puigdorfila (fallecido en 1388 en Manacor), luchó con Jaime III en la batalla de Llucmajor y fue alcalde de Manacor. Su hijo, Arnaldo Sureda y de Sanmartín, se casó en primeras nupcias con Eulalia Moyá (muerta en 1404), y fueron padres de Pablo y Juan Sureda y Moyá, quienes iniciaron dos ramas separadas. En segundas nupcias, Arnau se casó con Blanca Safort, con la que tuvo un hijo, Salvador, quien sirvió con galeras propias a Alfonso el Magnánimo, Juan II y Fernando el Católico, pero murió sin descendencia.

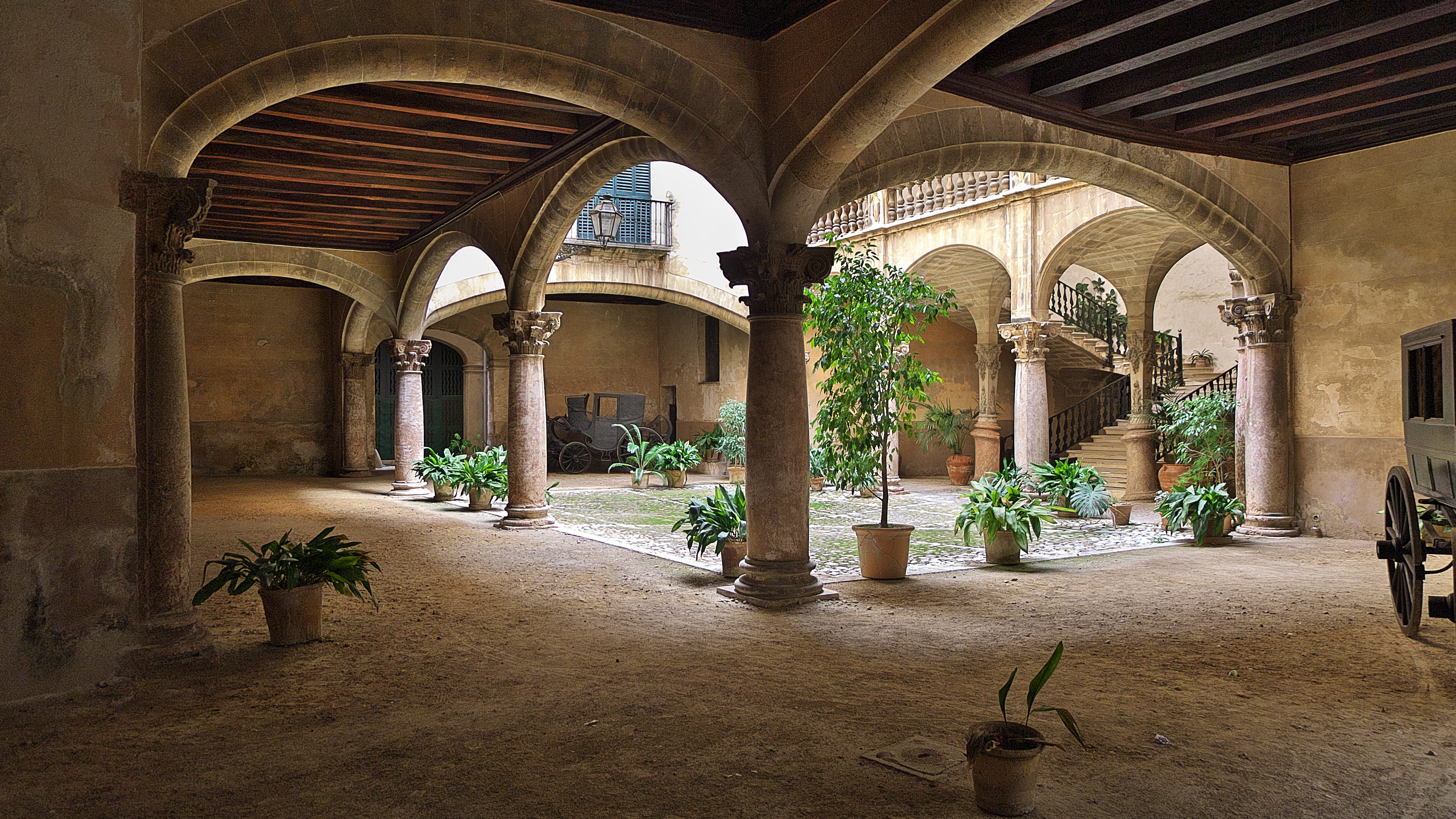
Entrada de Can Vivot, casa solariega de los Sureda

Juan Sureda y Moyá continuó con la rama mayor de los Suredas. De esta rama se separará la de los Sureda Tomás, que tenían la casa al principio de la calle de San Felio (Can Tomás del Pedrís del Born, llamado también Can Sureda) en el xvi : Salvador Sureda y Zanglada, muerto en 1529, estaba casado con Catalina Tomás y Nicolau, hermana del doncel Baltasar Tomás y Nicolau, quien murió sin hijos e hizo heredera a su hermana estableciendo un fideicomiso por el que se adoptaba el apellido Sureda de Tomás. En el xvii Joanot Baltasar Sureda de Tomás murió sin descendencia, pasando el patrimonio a los Sureda Valero.
Otra rama que se separó fue la de los Sureda Vivot: iniciada por Arnau Sureda y de Sanjuan, hijo de Juan Sureda Moyá, entre sus miembros destacan Miguel Sureda de Vivot y Santacília, capitán y procurador real de Mallorca, fallecido en 1655, y su hermano, el eclesiástico Ramón Sureda de Vivot y Santacília.
Un cuarto nieto de Juan Sureda y Moyá, Salvador Sureda y Serra, fue el continuador de la línea principal. Su hijo mayor, el capitán Antonio Sureda Gual, se casó en 1604 con Catalina Valero y Nieto, hija de Gabriel Valero. Esta línea acabó con el matrimonio en 1760 entre Margalida Sureda Valero y de Togores con Pedro Caro y Fontes, marqués de la Romana. Su hijo, Pedro Caro y Sureda Valero, asumió la representación de la rama mayor de los Sureda. Pero una rama paralela había sido empezada por Joanot Sureda y Serra, hermano de Salvador Sureda y Serra. Joanot se casó con Onofria de Verí, y su hijo Jordi Sureda y de Verí fue jurado jefe. 
Su bisnieto Juan Sureda y de Villalonga, fallecido en 1752, fue un defensor de la causa felipista, y fue recompensado con el título de marqués de Vivot en 1717. Fue concejal perpetuo de Palma y caballero de la Orden de Alcántara. Emprendió una reforma integral de la casa familiar en la ciudad (Can Vivot), con pinturas de autores como Guillermo Mesquida y frescos de Giuseppe Dardarone. La línea de los Sureda marqueses de Vivot continuó, y en 1903 pasaron a Juan Miguel Sureda y de Verí, marqués de Vivot, los títulos de conde de Savellà, de Peralada y vizconde de Rocabertí como heredero de los Dameto. Con el matrimonio de Josefa Sureda y Fortuny con Pedro de Montaner y Gual la casa de Sureda desapareció y se integró en los Montaner.

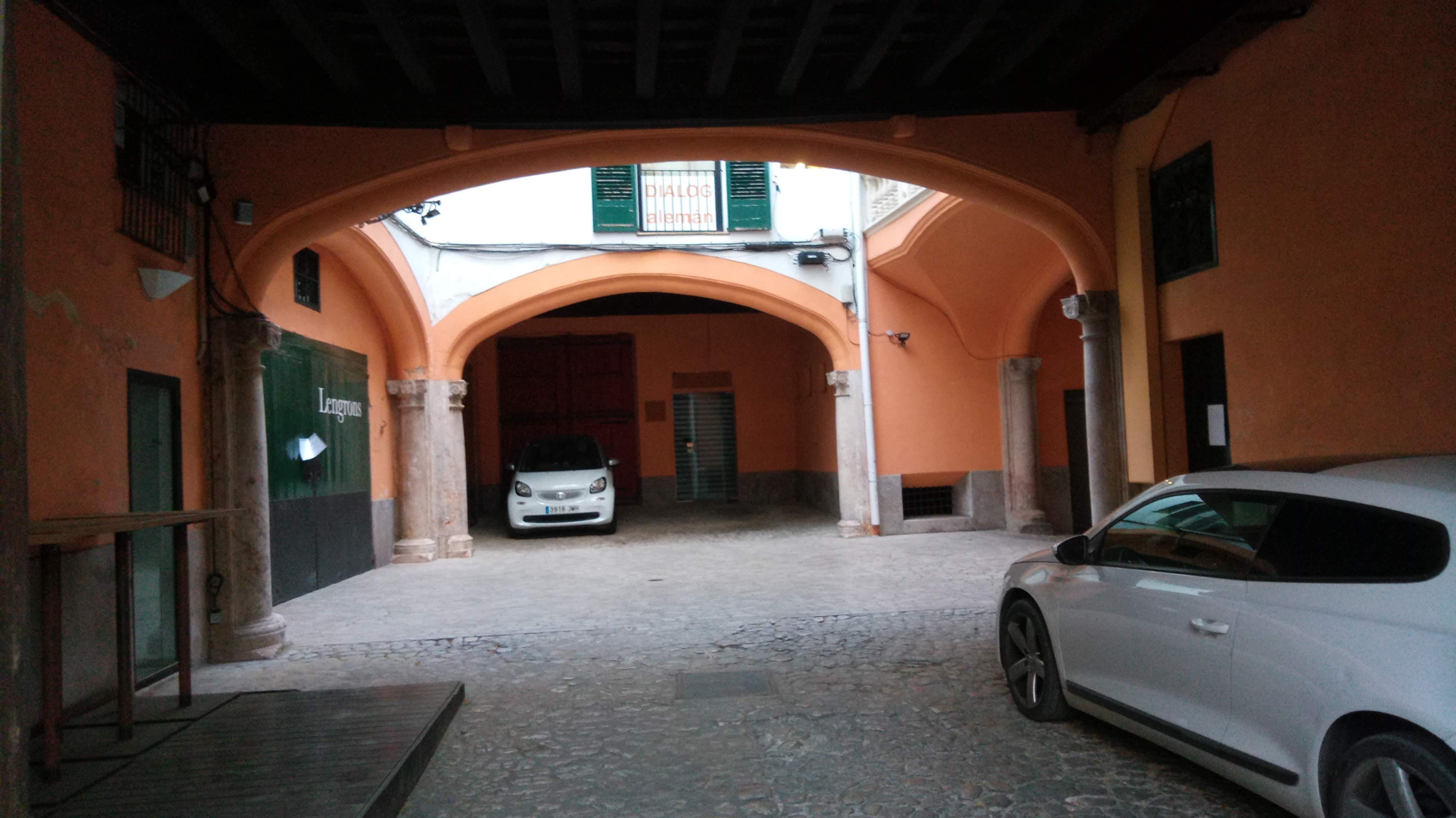
Patio de Can Sureda de Sanmartín, llamada también Can Pinós, en Palma

La rama de los Sureda de Sanmartín nació con el hermano de Juan Sureda y Moyá, Pablo Sureda y Moyá, quien compró la alquería de San Martín de Lanzell en 1391. Pablo fue alcalde de Manacor en 1385, veguer de Fora en 1395 y jurado por el estamento de los ciudadanos militares en 1401. Como premio a los servicios realizados en la guerra de Nápoles, Alfonso el Magnánimo le otorgó la jurisdicción civil sobre las caballerías del honor de San Martín, que a partir de entonces fueron poseídas a título de feudo por sus sucesores. 
Sus hijos recibieron la herencia de su hermano por parte de padre Salvador Sureda y Safont, quien murió sin descendencia después de establecer en 1495 un riguroso vínculo sobre sus bienes. Uno de los herederos, Pablo Sureda, organizó una compañía para luchar en la Guerra Civil Catalana de parte del rey Juan, que le otorgó los diezmos de las posesiones del Águila y Sollerich (Llucmajor).
Francisco Sureda de Sanmartín y Zaforteza, séptimo nieto de Pablo Sureda y Moyá, obtuvo del archiduque Carlos de Austria el título de marqués de Villafranca de Sanmartín (1708), el cual no fue revalidado; pero su sobrino Salvador Sureda de Sanmartín y Cotoner fue concejal perpetuo y Carlos III le renovó el título (1760). Primero se casó con Margalida Josepa de Pinós, y en segundas nupcias con Isabel Desbrull, con quien tuvo un hijo, Mariano Salvador Sureda de Sanmartín y Desbrull. En 1805 murió sin descendencia, y los bienes que formaban el vínculo establecido por Salvador Sureda y Safont pasaron, por razón de parentesco, al marqués de Vivot. Pero su tío Antonio Desbrull y Boil de Arenós heredó los otros bienes no incluidos en este fideicomiso, entre ellos el marquesado de Vilafranca, que pasó a llamarse marquesado de la Casa Desbrull.

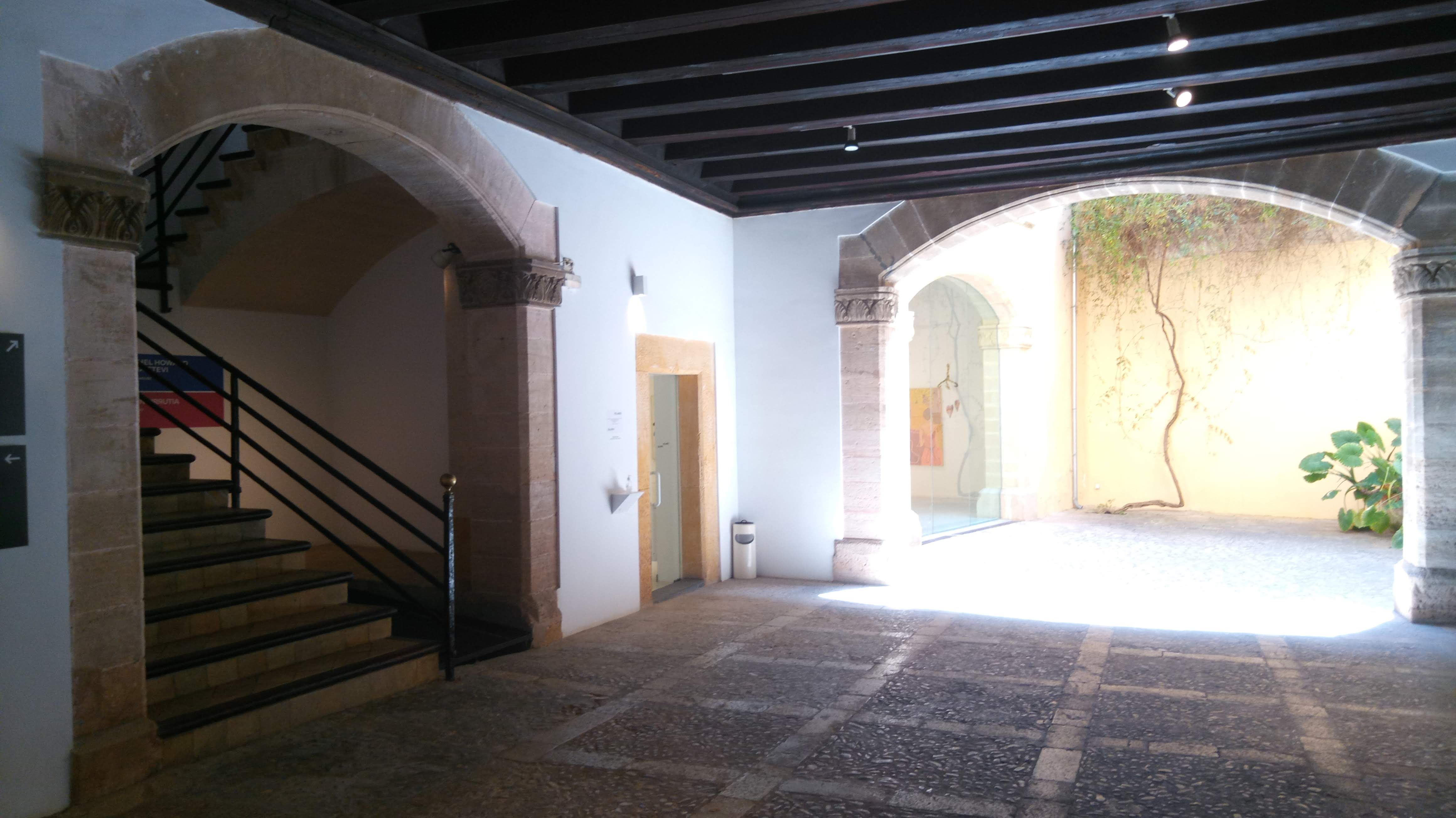
Entrada de Can Verí, que en el pasó a los Sureda de Artá y se llamó Can Sureda de Artá

Otra línea fue la de los Sureda de Artá, iniciada por Salvador Sureda y de Tagamanent, propietario de muchas tierras en Artá entre las que la alquería de Binimira, llamada a partir del XVII Son Sureda). Estas tierras fueron divididas y adjudicadas a principios del XV entre sus nietos: Salvador, Antonio, Guillermo y Arnaldo. El hijo de Antonio, Antonio, luchó contra los foráneos y murió en 1474, y su bisnieto Antonio contra los hermanados. Muchos miembros de esta línea fueron alcaldes y jurados de Artá, además de consejeros del Gran y General Consejo y síndicos foráneos clavarios.